# Ibirubá
Ibirubá là một đô thị thuộc bang Rio Grande do Sul, Brasil. Đô thị này có diện tích 611,807 km², dân số năm 2007 là 18690 người, mật độ 30,55 người/km².